# Lycium isthmense
Lycium isthmense ist eine Pflanzenart aus der Gattung der Bocksdorne (Lycium) in der Familie der Nachtschattengewächse (Solanaceae).

## Beschreibung
Lycium isthmense ist ein kletternder oder aufrecht wachsender Strauch, der Wuchshöhen von 0,5 bis 2 m erreicht. Die Laubblätter sind unbehaart, nicht bereift und 6 bis 30 mm lang, sowie 2 bis 13 mm breit.
Die Blüten sind zwittrig und meist vierzählig, selten auch fünfzählig. Der Kelch ist glockenförmig und unbehaart. Die Kelchröhre wird 3 bis 4 mm lang und ist mit 1 bis 1,5 mm langen Kelchzähnen besetzt. Die Krone ist radförmig-glockenförmig, blass violett mit braunen Adern oder weiß gefärbt. Die Kronröhre wird 4 bis 5 mm lang, die Kronlappen 2,5 bis 3 mm. Die Staubfäden sind an der Basis fein behaart.
Die Frucht ist eine rote oder dunkel purpurne, eiförmige Beere, die 7 bis 9 mm lang und 5 bis 6 mm breit ist. Sie enthält je Fruchtknotenfach zehn bis 15 Samen.
Die Chromosomenzahl beträgt 2n = 24.

## Vorkommen
Die Art kommt in Mexiko in den Bundesstaaten Puebla und Oaxaca vor.

## Belege
- J.S. Miller und R.A. Levin: Lycium isthmense. In: Project Lycieae